# Menoitios
Menoitios (latinsky Menoetius) je v řecké mytologii syn Titána Íapeta a Klymené, dcery Titána Ókeana.
Jeho bratry jsou Atlás, Prométheus a Epimétheus.
S nejstarším bratrem Atlantem podporoval Krona v jeho boji s olympskými bohy v čele s Diem. Za to ho Zeus tvrdě potrestal, bleskem jej svrhl ho do hlubin Tartaru.
Méně významný nositel jména Menoitios byl opúntský král, otec Patroklův. Zúčastnil se výpravy Argonautů, byl to oblíbenec Hérakla.
Třetím byl Menoités (latinsky Menoetius), pastýř Hádových stád na ostrově Erytheii. Prozradil Géryonovi, že mu Héraklés odehnal jeho krávy. Když pak Héraklés vzal do podsvětí pro mrtvé duše jednu krávu, Menoités s ním zápasil a byla mu přitom polámána žebra.